# Gaspare Spontini

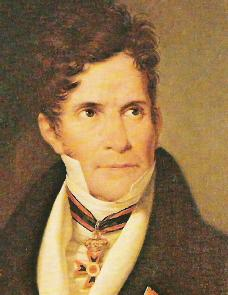
Franz Krüger: Gaspare Spontini

Gaspare Luigi Pacifico Spontini (* 14. November 1774 in Maiolati (heute Maiolati Spontini) bei Jesi, Kirchenstaat, heute Provinz Ancona; † 24. Januar 1851 ebenda) war ein italienischer Komponist und Dirigent.

## Leben und Werk
Spontini war eines von fünf Kindern armer Eltern und sollte zunächst – wie seine Brüder – Priester werden. Er zeigte aber schon früh Anzeichen eines besonderen musikalischen Talents. Von 1793 bis 1795 studierte er am Conservatorio della Pietà de’ Turchini in Neapel bei Giacomo Tritto und vielleicht bei Domenico Cimarosa. Nachdem er dann bereits in Italien als Opernkomponist reüssiert hatte, ging er 1803 nach Paris, wo er ab 1804 mit seinen Werken Milton und Julie für die Opéra-Comique erste Erfolge erzielte und anschließend zum Kammerkomponisten der Kaiserin Joséphine ernannt wurde.
1807 komponierte Spontini La vestale, seine bis heute bekannteste Oper, geschrieben mit Unterstützung der Kaiserin. Nach der Premiere an der Pariser Oper vermochte sich Spontini als einer der wichtigsten Komponisten seiner Zeit zu etablieren. Die Zeitgenossen Luigi Cherubini und Giacomo Meyerbeer betrachteten La vestale als Meisterwerk, auch Komponisten der nächsten Generation wie Hector Berlioz und Richard Wagner bewunderten sie. Es folgte 1809 die Oper Fernand Cortez, die er 1817 überarbeitete, sowie Olimpie (1819 nach Voltaire), die er 1821 für Berlin (deutsche Fassung: E. T. A. Hoffmann) sowie 1826 für Paris noch ein zweites Mal (wieder französisch) überarbeitete.
Von 1810 bis 1812 war er Direktor des Théâtre de l’Impératrice, Leiter des „Concert spirituel“ und ab 1814 Hofkomponist. 1820 folgte er einer Aufforderung des preußischen Königs Friedrich Wilhelm III., nach Berlin zu wechseln, wo er das Amt eines Generalmusikdirektors und 1. Kapellmeisters am Königlichen Opernhaus übernahm und Mitglied der Sing-Akademie wurde. Hier komponierte er Borussia, Tempo di marcia trionfale als preußische Nationalhymne. Seine Stellung als Generalmusikdirektor behielt er bis zu seinem Tod; er wurde jedoch 1841, mit 67 Jahren, „von seinen Functionen dispensirt“. Am 31. Mai 1842 wurde er als ausländisches Mitglied in den preußischen Orden Pour le Mérite für Wissenschaft und Künste aufgenommen. Anschließend lebte Spontini wieder in Paris und kehrte 1850 (kurz vor seinem Tod) an seinen Geburtsort (bei Jesi) zurück. Die Académie royale des Sciences, des Lettres et des Beaux-Arts de Belgique (Classe des Beaux-Arts) nahm ihn 1846 als assoziiertes Mitglied auf.

## Wirkung
In den beiden ersten Dekaden des 19. Jahrhunderts war Spontini eine wichtige Figur der französischen Tragédie lyrique. In seinen mehr als 20 Opern bemühte er sich, den Stil von Glucks klassischen Werken an den Zeitgeschmack zu adaptieren: Er komponierte große, kontrastreiche Szenen, verwendete ebenso italienisches Melos wie das Pathos des französischen Schauspiels, durch das er in besonderer Weise der Monumentalität des französischen Kaiserreichs gerecht zu werden suchte. Sein Meisterwerk und sein größter Erfolg war die Oper La vestale.
Im 20. Jahrhundert wurden Spontinis Opern nur selten aufgeführt. Die wohl bekannteste moderne Produktion ist die Wiederaufführung von La vestale mit Maria Callas unter der Regie von Luchino Visconti an der Mailänder Scala zur Eröffnung der Saison im Jahre 1954, Spontinis 180. Geburtsjahr. Diese Aufführung war zugleich das Scala-Debüt des Tenors Franco Corelli. Maria Callas nahm die Arien Tu che invoco und O Nume tutela aus La vestale 1955 auch im Tonstudio auf, so wie Rosa Ponselle es bereits 1926 getan hatte. 1969 reanimierte der Dirigent Fernando Previtali die Oper erneut mit der Sopranistin Leyla Gencer und dem Bassbariton Renato Bruson (von dieser Aufführung ist eine inoffizielle Aufnahme in Umlauf). 1995 produzierte Riccardo Muti eine Aufnahme mit weniger bekannten Sängern.
Andere Einspielungen von Werken Spontinis sind Agnes von Hohenstaufen aus dem Jahre 1954 vom Maggio Musicale in Florenz, dirigiert von Vittorio Gui, und 1970 mit Montserrat Caballé und Antonietta Stella, dirigiert von Riccardo Muti. Fernand Cortez wurde 1951 in Neapel mit der jungen Renata Tebaldi unter der Leitung von Gabriele Santini und zu Beginn des 21. Jahrhunderts (Paris 2002, Madrid 2003 und 2006 am Theater Erfurt) unter der musikalischen Leitung des französischen Dirigenten Jean-Paul Penin wiederaufgeführt. Die komischen Opern La fuga in maschera und Le metamorfosi di Pasquale aus Spontinis Frühwerk wurden erst im 21. Jahrhundert wieder aufgefunden und inszeniert.

## Familie
Spontini heiratete am 3. August 1811 Marie Catherine „Céleste“ Érard (* 10. Juli 1790 in Paris; † 30. September 1878 ebenda), eine Nichte des Klavierfabrikanten Sébastien Érard, der er später seine Oper Agnes von Hohenstaufen widmete. Das Paar hatte keine Kinder.

## Werke

### Opern
- Li puntigli delle donne (Francesco Cerlone), farsetta per musica 2 Akte (Karneval 1796, Florenz, Regio Teatro degli Intrepidi)
- Adelina Senese o sia l'Amore secreto (Giovanni Bertati, La principessa d'Amalfi), dramma giocoso 2 Akte (10. Oktober 1797, Venedig, Teatro San Samuele)
- Il finto pittore farsetta/melodramma buffo? (Rom?, 1797/1798; Palermo, Teatro Santa Cecilia, 1800)
- L'eroismo ridicolo (D. Piccinni), farsa per musica 1 Akt (Karneval 1798, Neapel, Teatro Nuovo sopra Toledo)
- Il Teseo riconosciuto (Cosimo Giotti), dramma per musica 2 Akte (22. Mai 1798, Florenz, Regio Teatro degli Intrepidi)
- La finta filosofa (D. Piccinni), commedia per musica 2 Akte (1. Juli 1799, Neapel, Teatro Nuovo sopra Toledo); Erweiterung von L'eroismo ridicolo; erweiterte Neufassung, dramma giocoso per musica 3 Akte (11. Febr. 1804 Paris, Opéra-Comique, Salle Favart)
- La fuga in maschera (G. Palomba), commedia per musica 2 Akte (Karneval 1800, Neapel, Teatro Nuovo sopra Toledo)
- I quadri parlanti, melodramma buffo (1800, Palermo, Teatro Santa Cecilia)[3]
- Gli Elisi delusi (M. Monti), melodramma buffo 2 Akte (28. August 1800, Palermo, Teatro Santa Cecilia)
- Gli amanti in cimento, o sia Il geloso audace (Bertati?), dramma giocoso 2 Akte (3. November 1801, Rom, Teatro Valle)[4]
- Le metamorfosi di Pasquale (G. Foppa), farsa giocosa per musica 1 Akt (16. Januar 1802, Venedig, Teatro Giustiniani in San Moisè)[5]
- La petite maison (Joseph Marie Armand Michel Dieulafoy/N. Gersin), opéra-comique 3 Akte (12. Mai 1804, Paris, Opéra-Comique, Salle Feydeau)
- Milton (Victor-Joseph Etienne de Jouy/Joseph Marie Armand Michel Dieulafoy), fait historique 1 Akt (27. November 1804, Paris, Opéra-Comique, Salle Favart)
- Julie, ou Le pot de fleurs (Antoine Gabriel Jars), comédie en prose, mêlée de chants 1 Akt (12. März 1805, Paris, Opéra-Comique, Salle Favart)
- L’eccelsa gara (cantata, 1806, Paris)[6]
- La vestale (Victor-Joseph Etienne de Jouy nach Johann Joachim Winckelmann, Monumenti antichi inediti, 1767), tragédie lyrique 3 Akte (15. Dezember 1807, Paris, Opéra)
- Fernand Cortez (Victor-Joseph Etienne de Jouy/Joseph Esménard nach einer Tragödie von Alexis Piron), Oper 3 Akte (28. November 1809 Paris, Opéra); 2. Fassung (revidiert Victor-Joseph Etienne de Jouy), Oper 3 Akte (28. Mai 1817 Paris, Opéra); 3. Fassung in Deutsch als Fernand Cortez oder Die Eroberung von Mexiko (revidiert M. Théaulon de Lambert, übersetzt von J. C. May), Oper 3 Akte (6. April 1824 Berlin, Königliches Opernhaus); 4. Fassung (revidiert Karl August von Lichtenstein), Oper 3 Akte (6. Februar 1832 Berlin, Königliches Opernhaus)
- Pélage, ou le Roi et la paix (Victor-Joseph Etienne de Jouy), Oper 2 Akte (23. August 1814, Paris, Opéra)
- Les dieux rivaux, ou Les fêtes de Cythère (mit Henri Montan Berton, Rodolphe Kreutzer, und Louis-Luc Loiseau de Persuis) (Joseph Marie Armand Michel Dieulafoy/C. Brifaut), opéra-ballet 1 Akt (21. Juni 1816, Paris, Opéra)
- Olimpie (Joseph Marie Armand Michel Dieulafoy/Charles Brifaut nach der gleichnamigen Tragödie von Voltaire), tragédie lyrique 3 Akte (22. Dezember 1819, Paris, Opéra); 2. Fassung in Deutsch als Olimpia (revidiert und übersetzt von E. T. A. Hoffmann), Oper 3 Akte (14. Mai 1821 Berlin, Königliches Opernhaus); 3. Fassung wieder in Französisch als Olimpie, tragédie lyrique 3 Akte (28. Februar 1826, Paris, Opéra)
- Lalla Rûkh (S. H. Spiker nach T. Moore, Lalla Rookh), Festspiel (27. Januar 1821, Berlin, Königliches Schloss)
- Nurmahal, oder das Rosenfest von Caschmir (C. A. Herklots nach T. Moore, Lalla Rookh), lyrisches Drama mit Ballett 2 Akte (27. Mai 1822, Berlin, Königliches Opernhaus)
- Alcidor (Guillaume M. Théaulon de Lambert/C. Nutty nach Rochon de Chabannes, deutsche Übersetzung von C. A. Herklots), Zauber-Oper mit Ballett 3 Akte (23. Mai 1825, Berlin, Königliches Opernhaus)
- Agnes von Hohenstaufen, lyrisches Drama 2 Akte bzw. große historisch-romantische Oper 3 Akte (Erster Akt: 28. Mai 1827, die ganze Oper am 12. Juni 1829, Berlin, Königliches Opernhaus, überarbeitet 1829 und 1837)

### Werke für Blasorchester
- 1837: Fackeltanz
- 1838: Olympia-Ouvertüre